# Begonia wilsonii
Espèce
Begonia wilsonii est une espèce de plantes de la famille des Begoniaceae. Ce bégonia est originaire de Chine. L'espèce fait partie de la section Reichenheimia. Elle a été décrite en 1919 par François Gagnepain (1866-1952). L'épithète spécifique wilsonii signifie « de Wilson », en hommage au botaniste britannique Ernest Henry Wilson, récolteur des spécimens types en 1904, au mont Omi, en Chine de l'ouest.

## Répartition géographique
Cette espèce est originaire de Chine.